# Bureau de change
Un bureau de change est un intermédiaire financier dont le métier principal est le change manuel, c'est-à-dire l'échange immédiat d'une devise contre une autre. Ce sont donc des commerçants négociant des billets de banque. En France, l'activité de change manuel relevait du monopole bancaire jusqu'en 1987.
Aujourd'hui, malgré la baisse d'activité induite par la mise en place de l'euro, il reste plusieurs centaines de bureaux de change en France, dont l'activité est contrôlée par la Banque de France (175 sociétés agréées pour le change manuel au 25/06/2011)

## Histoire

### Dix-huitième siècle
En 1717, est envisagé la création d'un bureau de change des effets royaux afin d'établir un prix courant du marché.
En 1726, le bureau de change est réglementé dans le cadre de la réglementation des monnaies transportables hors des villes.

« Sa Majesté étant en son Conseil, a Ordonné & ordonne qu’il ne pourra être transporté hors des Villes dans lesquelles il y a Hôtel des Monnayes, aucunes autres Espèces d’Or & d’Argent que celles fabriquées en conséquence de l’Édit du mois de Janvier dernier; Et qu’à l’égard des Villes & lieux où il y a Bureau de Change établi, il n’en pourra pareillement être transporté aucunes anciennes Espèces, qu’après en avoir fourni des Bordereaux au Changeur du lieu, avec soumission de les remettre dans huitaine aux Hôtels des Monnayes les plus prochains, desquels Bordereaux ils prendront une ampliation signée dudit Changeur, qu’ils seront tenus de remettre à celui chargé du transport desdites Espèces. Or donne Sa Majesté que toutes Espèces d’Or & d’Argent autres que celles fabriquées en exécution de l’Édit du mois de Janvier dernier, qui seront trouvées sortant des Villes où il y a Hôtel des Monnayes, ou qui seront transportées des lieux où il y a Bureau de Change sans être accompagnées d’un Bordereau en la forme ci-dessus expliquée, signé du Changeur du lieu, soient saisies & confisquées, & que les Propriétaires desdites Espèces, & ceux qui les transporteront, soient poursuivis conformément à l’Édit du mois de Février dernier, & aux Édits & Déclarations précédemment rendus à ce sujet »

— Arrêt du conseil d'état du roi, qui ordonne qu'il ne pourra être transporté hors des villes où il y a hôtel des monnayes aucunes autres espèces d'or & d'argent que celles fabriquées en conséquence de l’Édit de janvier 1726, 1726
À cette époque, l'étalon or permet des cours fixes, selon des tables qui contiennent une masse de un marc d'or et ses subdivisions dans les monnaies de différents duchés d'Europe comptées en livres, sous et denier selon le système monétaire du royaume de France. Toutefois, les valeurs de conversion ont souvent changé. En 1771, par exemple un bureau de change doit pratiquer une conversion avec une masse de un Marc d'or vaut 770 livres, 5 sous et 11 deniers en francs or (qui converti selon le système monétaire du royaume de France donnerait environ 770.296 livres ou 184871 deniers ).
En 1791, la création de bureau de change est réservée aux directoires des départements.
À la même époque est imaginé un système de change des billets en pièces et des pièces en billets financé par les usagers et sans frais pour l’État.

### Dix-neuvième siècle
En 1811 le tsar Alexandre Ier de Russie ordonne la création d’un établissement appelé « Bureau de change, de prêt et de dépôt » à Turku en Finlande, la première banque fondée en Finlande ultérieurement devenue Banque de Finlande transférée à Helsinki en 1819. Une pièce de deux euros commémorant le bicentenaire de la Banque de Finlande et représentant le cygne sauvage, l’un des emblèmes nationaux finlandais, a été conçue par l’artiste Hannu Veijalainen.
Au début des années 1800, il est prévu par la législation que les tarifs soient affichés à la porte et à l'intérieur du bureau de change, pour les espèces étrangères et nationales échangées.
Dans les années 1860, un bureau de change existe dans l'hôtel de monnaie construit par Louis XV tout seul en 1768, où argent et or peuvent être échangés contre monnaies après essai.

### Vingtième siècle
En 1904, à la suite du traité de Paris de 1898, le bureau de change de Manille en correspondance avec un organisme new-yorkais, est destiné à stabiliser le change entre les devises philippines et new-yorkaises, plutôt qu'à opérer le change de l'or. Le Philippine Coinage Act of 1903 établit un gold peso (non matérialisé) consistant en 12,9 grains d'or 0.900 fine (0.0241875 XAU), soit l'exacte moitié du dollar des États-Unis. Le cours avec le dollar reste fixe jusqu'à la réduction de l'or contenu dans le dollar des États-Unis en 1934.
Jusqu'en 1929-1931, il est possible d'ouvrir un bureau de change à Bruxelles sans réglementation.
En 1932, les bureaux de change présents dans les gares roumaines sont supprimés.
Depuis 1932, la Central Bank of China dispose de son bureau de change.
En 1948, une réorganisation pousse des allemands dans des bureaux de change.
La réforme polonaise de 1989 est spectaculairement marquée par l'apparition des bureaux de change: En mars 1990, le réseau des boutiques de change est si dense que dans les districts du centre de Varsovie elles sont à moins de 50 ou 100 mètres les unes des autres.
En 1992, la Commission européenne estime que la concurrence est vive dans le secteur des bureaux de change.

« Dans un domaine où la concurrence est vive, la Commission considère que les Etats-membres doivent veiller à ce que les banques et les bureaux de change affichent, pour les opérations de change en espèces, un taux de change global (comprenant toutes les commissions) ou indiquent de façon claire et visible les frais éventuellement prélevés. »

— Communication de la Commission, 1992.
En 1998 est mise en place la Fédération européenne des bureaux de change pour redouter que 30 000 à 35 000 salariés soient concernés par la suppression des monnaies nationales. Le change intra-zone-euro représente 30 % à 70 % du chiffre d'affaires des sociétés du secteur. Le secteur en Europe est estimé entre 11 milliards à 13 milliards de francs français (1,6 à 2 milliards d'euros).
En 1998, avec l'arrivée prévue de l'Euro, en France certains bureaux de change commencent à fermer, les commission de change au sein de la zone euro étaient comprises entre 1,6 et 3,5% et de 1,5% à 5,5% hors zone euro

### Vingt-et-unième
En 2004, une décision européenne a considéré que la fusion de deux sociétés — Apax filiale de Global Refund et Travelex — ne distortionne pas la concurrence dans l'espace économique européen.

## Qu'est ce qu'un bureau de change?

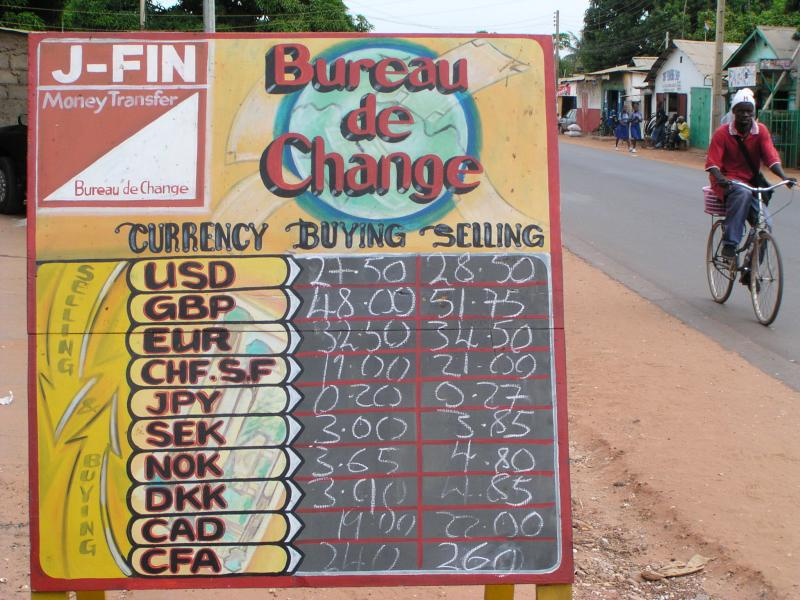
Illustration Dalasi (Gambie): Les besoins d'échange de monnaie concernent tous les pays. Dans un bureau de change, une marge affranchit le commerçant de la volatilité du marché. Ratio pratiqués:
USD: %,
GBP: %,
EUR: %,
CHF: %,
JPY: %,
SEK: %,
NOK: %,
DKK: %,
CAD: %,
CFA: %,

Les bureaux de change sont des commerçants qui achètent et qui vendent des devises, et pour beaucoup des pièces et lingots d'or. Certains proposent également d'autres produits, comme des cartes téléphoniques internationales, et parfois même des souvenirs. Ces bureaux sont soit des commerçants indépendants, soit des agences affiliées à des réseaux français ou anglo-saxons. Les bureaux de change de réseau sont généralement concentrés dans les gares, les aéroports et les endroits à haute fréquentation touristique, alors que les commerçants indépendants assurent une couverture géographique plus complète.

### Réglementation
Ces commerçants doivent procéder à une immatriculation au registre du commerce et des sociétés et déposer un dossier de demande d'agrément auprès de l'Autorité de Contrôle Prudentiel.
Ils sont soumis à des règles spécifiques : ils doivent clairement annoncer leurs tarifs et conditions de vente (taux ou cours de change, commission ou frais éventuels), tenir un registre où figurent chaque transaction, etc.

### Bureaux de change et blanchiment
Parce qu'ils sont le point de passage de sommes importantes en espèces, les bureaux de change sont tenus, comme les banques, les notaires, les assureurs, commissaires-priseurs, agents immobiliers, etc., à prendre des précautions afin de s'assurer qu'ils ne sont pas utilisés pour convertir de l'argent d'origine illicite. Pour répondre aux demandes de la Banque de France, les changeurs manuels -c'est leur appellation officielle- doivent s'assurer, en questionnant le client, de la nature de l'opération, de l'origine des fonds et de leur destination ; de plus en plus les clients effectuant des opérations importantes ou fréquentes se verront demander des justificatifs -factures, relevés bancaires. Les sanctions pour les changeurs ne respectant pas ses dispositions peuvent aller jusqu'à l'interdiction d'exercer et de lourdes amendes, même si aucune opération de blanchiment n'a été effectuée dans le bureau de change en question.
L'ordonnance 2009-104 citée ci-dessus transpose dans la loi française (précisément le Code Monétaire et Financier) la troisième directive européenne, et renforce de façon considérable les obligations des changeurs manuels (et de beaucoup d'autres professions).

### L'offre de devises
Les bureaux de change ont bien sûr été affectés par l'apparition de l'euro. Le chiffre d'affaires réalisé avec les monnaies nationales - mark allemand, peseta espagnole, lire italienne, franc belge, florin hollandais - a disparu.
Les bureaux de change ont donc élargi leurs transactions à de nombreuses devises dites "exotiques". Souvent la clientèle n'imagine pas pouvoir acheter des devises avant son voyage. Pour peu que l'on ne s'y prenne pas au dernier moment, c'est souvent possible. C'est vrai pour des destinations touristiques classiques, comme la Tunisie (dinar), l'Afrique (franc CFA), le Brésil (real), le Mexique (peso), la Thaïlande (baht), etc. Mais aussi, dans une moindre mesure, pour de très nombreux pays.

### Calcul des transactions
Les bureaux de change sont des négociants : ils achètent une marchandise (les devises) à un prix pour les revendre à un autre, plus élevé, la différence constituant leur marge commerciale.
Les prix qui sont indiqués sur Internet à titre indicatif, sur les sites spécialisés, correspondent à un cours indicatif pour de l'argent électronique, pour des montants très élevés. Ils vous donnent une idée de la tendance de la devise, mais vous ne pourrez pas changer vos devises à ce prix là.
Les sites de vente en ligne eux affichent directement leur prix réel pour la transaction, les simulations sont donc justes et le montant final à régler est ferme.
Un bureau de change achète ses devises à un grossiste (comme la CPR Billets) ou a des confrères à un prix plus élevé que celui de la bourse. Ensuite, suivant la rareté de la devise, le bureau de change décide de son cours de vente et de son cours d'achat. C'est la différence de ces deux prix qui lui permet de faire des bénéfices.
Certains bureaux prennent en plus des commissions ou des frais fixes.

## Bureau de change en ligne
Un bureau de change en ligne doit répondre aux mêmes critères administratifs qu'un bureau de change "classique" (et la plupart ont un ou plusieurs bureaux de change en ville) et permet l'achat, le paiement en ligne et livraison à domicile de devises étrangères depuis un site sécurisé.

### Description
Le change de devises sur Internet permet au consommateur d'acheter des devises étrangères au moyen de sa carte bancaire (ou par virement bancaire ou mandat cash) sur un site sécurisé et de les recevoir à son domicile ou de les retirer en agence.

## Alternatives
En 2018, Yves Mersch, membre de l'Executive Board de l'ECB considère que le paiement par carte peut parfois être une alternative au bureau de change, mais pas toujours.

## Quelques Bureaux de change
Quelques Bureaux de change:
Europe
À Paris, les bureaux de change situés aux abords des sites touristiques sont nombreux et généralement ouverts le dimanche.
AfriqueDans certains États africains, la notion de bureau de change est réglementée par la Banque des États de l'Afrique centrale au sens du Règlement n°02/18/CEMAC/UMAC/CM du 21 décembre 2018
- Cameroun: Au Cameroun, le petit futé recense plusieurs bureaux de change.
- Ghana THM Finance[réf. nécessaire]

Asie
Chine: En chine le change est réglementé par l'Etat
Get4x; Asiatique the riverfront.[réf. nécessaire]